# Long Loch
Long Loch är en sjö i Storbritannien.   Den ligger i kommunen East Renfrewshire och riksdelen Skottland, i den centrala delen av landet, 500 km nordväst om huvudstaden London. Long Loch ligger 231 meter över havet. Arean är 0,45 kvadratkilometer. Trakten runt Long Loch består i huvudsak av gräsmarker. Den sträcker sig 1,3 kilometer i nord-sydlig riktning, och 1,3 kilometer i öst-västlig riktning.